# Rode Meer

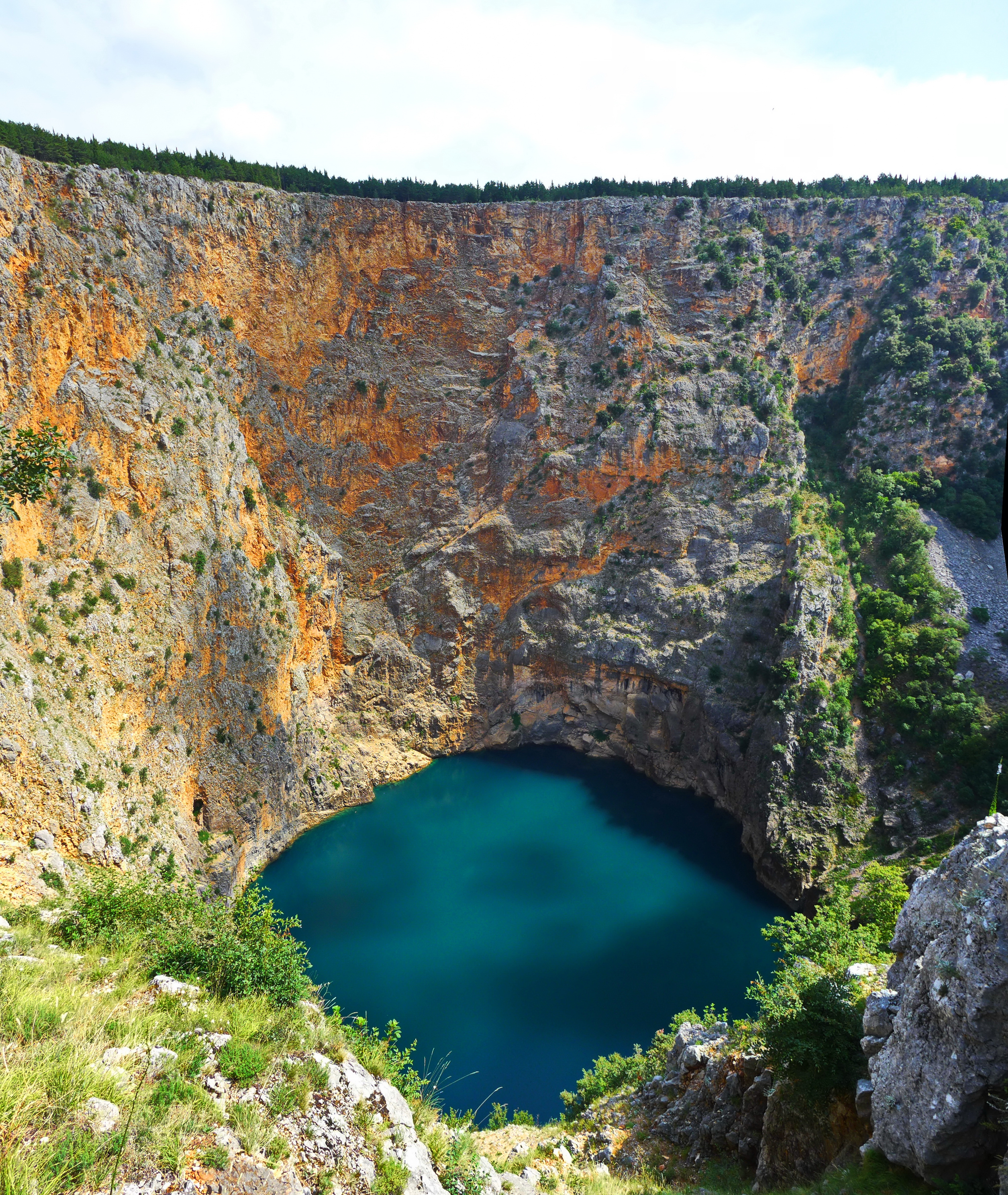
Rode Meer

Het Rode Meer (Kroatisch: Crveno Jezero) is een zinkgat in de buurt van Imotski in Kroatië. Het meer is bekend om zijn vele grotten en hoge kliffen, die tot 241 meter boven het waterpeil kunnen uitkomen, en zelfs tot daaronder doorgaan. Het meer is tot dusverre geschat op 530 meter diep, met een inhoud van 25-30 miljoen kubieke meter, wat het een van de grootste zinkgaten ter wereld maakt. Water lekt via de bodem weg in verschillende onderwaterrivieren.
Het zinkgat is vernoemd naar de bruin-roodachtige kleur van de omliggende kliffen, die voornamelijk ijzeroxide bevatten.
Het meer is de natuurlijke omgeving van de vis Delminichthys adspersus. Deze vis kan - in droge periodes - gevonden worden in omliggende rivieren en meren, wat kan duiden op een ondergrondse verbinding tussen het Rode Meer en andere waterlandschappen.